# 스마트레이더시스템
스마트레이더시스템(Smart Radar System)는 모빌리티, 비모빌리티용 4D이미징레이다를 제조하는 대한민국의 기업이다. 본사는 경기도 성남시 분당구 성남대로925번길 41에 있으며 대표이사는 김용환이다.
4D 이미징 레이다 기술을 기반으로 자율주행차, 드론과 특장차(중장비) 중심의 모빌리티 분야와 산업, 헬스케어, 스마트시티 등 비모빌리티 분야의 사업에 적용되는 레이다를 개발하고 있으며 회사의 매출액은 기술 적용 분야에 따라 모빌리티(80.5%, 2023년 매출액 기준)와 비모빌리티(19.5%)로 구성되어 있다.

## 역사
2017년에 설립되었으며 2019년 현대건설기계 향 레이다 양산 공급하였고  2020년 안두릴(드론용) 고유 제품 양산 시작하였으며 2022년 자율주행차용 4D 이미징 레이다 개발 완료하고 2023년 현대모비스 자율주행차용 레이다 개발 계약 수주와 아마존 프라임에어 배송용 드론 레이다 개발 계약 을 수주하였다.

## 상장
2023년 8월 23일에 희망가 상단보다 17.6% 높은 공모가 8,000원으로 코스닥 시장에 상장하였다

## 같이 보기
- 모트렉스
- 영화테크
- 칩스앤미디어
- 텔레칩스
- 자율주행

## 참고문헌
1. ↑  “스마트레이더시스템, 산업용으로 빠른 실적 성장 기대”, 인사이트코리아, 2023년 9월 13일
2. ↑  “스마트레이더시스템 기업분석보고서” (PDF). 《SK증권 리서치센터》. 2023년11월 17일.
3. ↑  “기술분석보고서 스마트레이더시스템” (PDF). 《한국IR협의회 기업리서치센터》. 2024년 4월 3일.
4. ↑  “IPO 예정 기업보고서 스마트레이더시스템” (PDF). 《유진투자증권》. 2023년 8월 7일.
5. ↑  人사이트 김용환 스마트레이더시스템 대표 “드론·특장차 자율주행 세계시장 공략”, 전자신문, 2023년 8월 16일
6. ↑  스마트레이더시스템, FI 오버행 불안…주가 급등락, 딜사이트, 2023년 8월 25일